# Chata (film)
Chata (ang. The Shack) – amerykański film fantasy z 2017 w reżyserii Stuarta Hazeldine’a, z Samem Worthingtonem w roli głównej, na motywach powieści Williama P. Younga pod tym samym tytułem.
Obraz został oceniony przez chrześcijan jako posiadający elementy swoistego uniwersalizmu, który uznawany jest za herezję. Zdaniem katolickiego biskupa Roberta Barrona z Los Angeles, książka, na podstawie której powstał film Hazeldine’a, ma dużo słodkiego, ale trzeba również wypluć kilka pestek. Zdaniem protestanckiego teologa Alberta Mohlera przedstawiony obraz Trójcy Świętej jest zniekształcony i wyraźnie niebiblijny.

## Fabuła
Mackenzie „Mack” Phillips był w dzieciństwie bity przez swojego pijącego ojca. Po latach założył rodzinę żeniąc się z Nan. Posiada trójkę dzieci: Kate, Josha oraz Missy. Podczas rodzinnego wyjazdu nad jezioro porywacz uprowadził jego najmłodszą córkę Missy. Ojciec przeżywa traumę. Nie odnaleziono ciała dziecka. Rok później ojciec znajduje w skrzynce na listy tajemnicze zaproszenie podpisane przez Tatę (Boga). Ma on udać się do miejsca w którym zamordowano jego córkę. W chacie porywacza przyjmują go trzy tajemnicze postacie, okazujące się Trójcą Świętą: Bogiem, Jezusem Chrystusem i Duchem Świętym (tutaj przedstawionym jako Sarayu). Udaje się im wyprowadzić Mackenzie’ego na prostą i pogodzić się ze stratą córki.

## Obsada
W filmie wystąpili, m.in.:
- Sam Worthington jako Mack Phillips
- Octavia Spencer jako Tata (Bóg)
- Graham Greene jako Tata w postaci męskiej
- Avraham Aviv Alush jako Jezus Chrystus
- Sumire Matsubara jako Sarayu
- Tim McGraw jako Willie
- Radha Mitchell jako Nan Phillips
- Megan Charpentier jako Kate Phillips
- Gage Munroe jako Josh Phillips
- Amélie Eve jako Missy Phillips
- Alice Braga jako Sophia
- Jay Brazeau jako Tony
- Carson Reaume jako młody Mack
- Ryan Robbins jako Emil Ducette
- Andrew Garfield